# Hedträsket, Västerbotten
Hedträsket är en sjö i Skellefteå kommun i Västerbotten och ingår i Skellefteälvens huvudavrinningsområde. Sjön har en area på 0,247 kvadratkilometer och ligger 217,4 meter över havet.

## Delavrinningsområde
Hedträsket ingår i det delavrinningsområde (721341-170509) som SMHI kallar för Inloppet i Klockträsket. Medelhöjden är 252 meter över havet och ytan är 15,05 kvadratkilometer. Räknas de 3 avrinningsområdena uppströms in blir den ackumulerade arean 35,9 kvadratkilometer. Klintforsån som avvattnar avrinningsområdet har biflödesordning 2, vilket innebär att vattnet flödar genom totalt 2 vattendrag innan det når havet efter 63 kilometer. Avrinningsområdet består mestadels av skog (73 procent) och sankmarker (16 procent). Avrinningsområdet har 0,44 kvadratkilometer vattenytor vilket ger det en sjöprocent på 3 procent.